# Chiesa di Nostra Signora della Porziuncola
La Chiesa di Nostra Signora della Porziuncola (in portoghese, Igreja de Nossa Senhora da Porciúncula), anche conosciuta coi nomi di Chiesa Parrocchiale di Santa Engrazia (Igreja Paroquial de Santa Engrácia), Convento di Nostra Signora della Porziuncola di Lisbona (Convento de Nossa Senhora da Porciúncula de Lisboa), Convento dei Cappuccini (Convento dos Barbadinhos), Convento dei Cappuccini Italiani (Convento dos Barbadinhos Italianos), Reale Ospizio dei Cappuccini Italiani (Real Hospícios dos Barbadinhos Italianos), Ospizio dei Missionari Italiani (Hospício dos Missionários Italianos), Ospizio di Nossa Senhora della Liberazione (Hospício de Nossa Senhora do Livramento) è un edificio di culto cattolico, ed ex convento dei frati cappuccini, situato nel quartiere conosciuto come Santa Engrácia, nella freguesia di São Vicente della capitale portoghese Lisbona.

## Storia
La fondazione del convento è del 1738, la prima pietra del convento sembra fu posta nel 1739 sotto il patrocinio del re Giovanni V del Portogallo, per dotare di un convento i frati cappuccini italiani, conosciuti allora in Portogallo come Barbadinhos per via della loro caratteristica barba.
L'appartenenza alla famiglia francescana dei frati cappuccini è richiamata dal riferimento alla Porziuncola, luogo dove San Francesco d'Assisi comprese la sua vocazione, nel nome dell'edificio. 
Nel 1742, conclusi i lavori, sorse, davanti al convento, la strada Calçada dos Barbadinhos, tuttora esistente.
La chiesa e il convento, non subirono danni durante il terremoto del 1755.
Per ornare il complesso, caratterizzato dallo stile barocco, vennero importate opere degli artisti e pittori italiani Domenico Fiasella, Agostino Masucci (autore della pala d'altare, in precedenza attribuita a Pompeo Batoni), Giacomo Zoboli, Lorenzo de Ferrari e Gerolamo Pittaluga.
La chiesa ospita inoltre una scultura in legno di Machado de Castro, commissionata dalla regina Maria I del Portogallo e raffigurante Lorenzo da Brindisi. La volta della chiesa è caratterizzata da una rappresentazione di Santa Engrazia ad opera del pittore portoghese António Baeta. Un busto-reliquiario di Santa Engrazia - contenente una reliquia proveniente da Saragozza per volere della principessa portoghese Maria d'Aviz - è visibile all'interno della chiesa.
Da rilevare il fatto che l'altare sia totalmente in legno (proveniente dal Brasile) e non ricoperto d'oro, caso raro nell'architettura barocca settecentesca in Portogallo, e unico a Lisbona.
Nel 1760, vi transitò lo scrittore torinese Giuseppe Baretti, il quale riferì che a quel tempo i frati cappuccini, che vi arrivavano da Genova, passavano nel convento il tempo per apprendere la lingua portoghese al fine di partire per le zone dell'Impero portoghese situate in America, Asia e Africa, dove si recavano per provare a convertire al cattolicesimo gli idolatri e i musulmani.

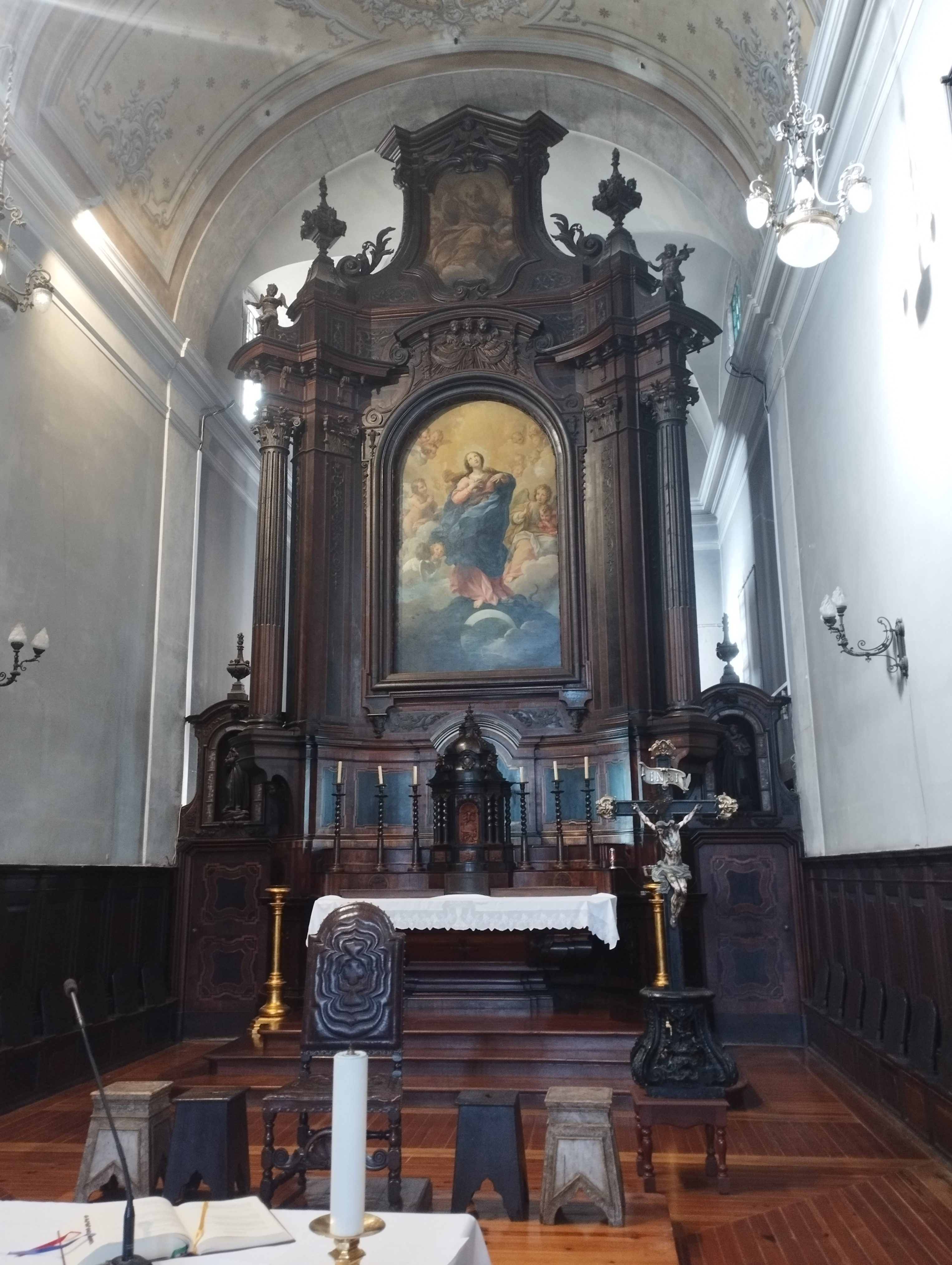
Altare della Chiesa di Nostra Signora della Porziuncola a Lisbona (XVIII secolo), con pala d'altare di Agostino Masucci - con raffigurazioni di unImmacolata Concezione e di un Padre Eterno - e tabernacolo di Gerolamo Pittaluga disegnato da Lorenzo De Ferrari.

Nel 1806, vi morì, dopo un periodo di malattia, l'inventore e militare lucchese Vincenzo Lunardi. In una delle antiche cappelle della chiesa, è sepolto il nobile italiano Jacopo Zacchei di Spoleto, la cui lapide settecentesca è tuttora visibile nel XXI secolo.
Nel 1834 il convento fu soppresso e i frati cappuccini lasciarono l'edificio per tornare in Italia, nel contesto dell'estinzione degli ordini religiosi in Portogallo.
Dopo una serie di altri utilizzi e di lavori di restauro presso diverse parti del complesso conventuale, la chiesa fu riaperta al culto nel 1896.
Dal 2009, mentre la chiesa resta attiva come luogo di culto e Parrocchia di Santa Engrazia, alcuni appartamenti residenziali sono stati ricavati dall'antico edificio conventuale.

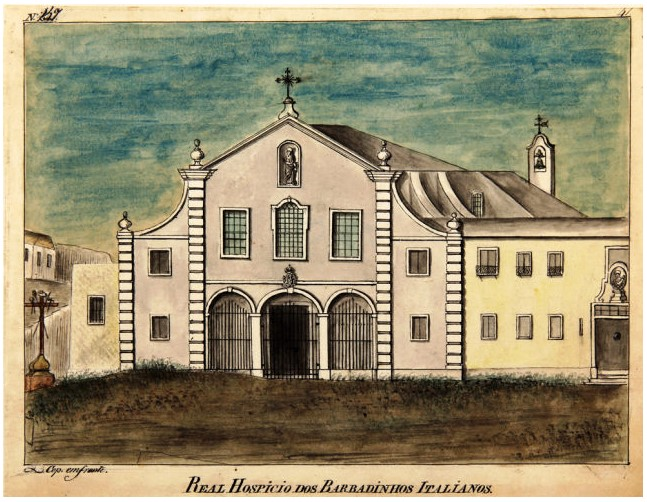
Luís Gonzaga Pereira (1796-1868), Real Hospício dos Barbadinhos Italianos. Opera custodita al Museu de Lisboa (catalogazione: MC.DES.1632.119)

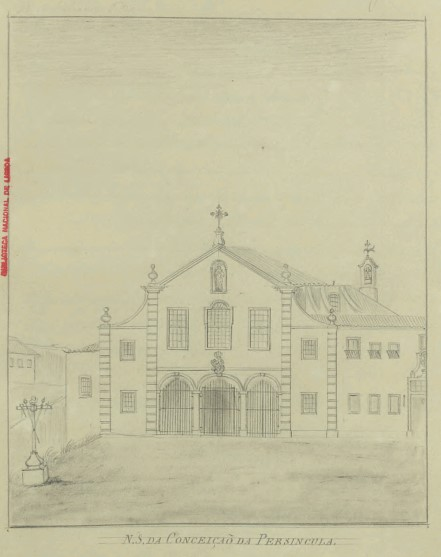
Luís Gonzaga Pereira (1796-1868), N.S. da Conceição da Persincula. Illustrazione contenuta in Descripção dos monumentos sacros de Lisboa, ou collecção de todos os conventos, mosteiros, e parrochiaes no recinto da cidade de Lisboa, pubblicata nel 1840 (p. 131).